# Nomada cymbalariae
Nomada cymbalariae är en biart som beskrevs av Cockerell 1906. Nomada cymbalariae ingår i släktet gökbin, och familjen långtungebin. Inga underarter finns listade i Catalogue of Life.